# Parti révolutionnaire des travailleurs (Chili)
Pour les articles homonymes, voir Parti révolutionnaire des travailleurs.
Le Parti révolutionnaire des travailleurs (en espagnol : Partido de Trabajadores Revolucionarios), abrégé en PTR, est un parti politique chilien, il était placé à l'extrême gauche de l'échiquier politique et même assimilé au trotskisme. Le parti a été fondé en janvier 2017 et faisait partie de la section chilienne de Fraction Trotskisme de la Quatrième internationale. 

## Histoire

### De CcC au PTR
D'abord fondée sous le nom Classe contre classe (CcC), une ligue formée au Chili par des militants trotskistes dans le but de former un parti révolutionnaire. À la mort d'Augusto Pinochet, le parti dénonce l'impunité qui perdure sous le gouvernement et les lois chilienne malgré la fin de la dictature. En 2009, les groupes d'extrême gauche chiliens manifestent contre le coup d'État au Honduras. La même année, ils fondent le groupe de femmes Pan y Rosas avec Teresa Flores et d'autres femmes activistes indépendantes. La fondation de ce groupe a pour but l'organisation des travailleuses dans des comités de femmes centralisés. Après les manifestations étudiantes de 2011, le CcC a atteint une croissance organisationnelle qui lui a permis d'augmenter son militantisme. Pour cette raison, ils ont organisé un congrès en 2011 et sont devenus connus sous le nom de Parti révolutionnaire des travailleurs (PTR).

### Fondation du PTR
Après son changement de nom et d'orientation, le PTR promeut la révolution militante avec certains petits groupuscules étudiants comme les Jeunes sans peur (ACR). Le PTR soutien également la lutte du peuple mapuche, en lançant une déclaration contre le meurtre du membre de la communauté Rodrigo Melinao. Pour le 40e anniversaire du coup d'État de Pinochet, le PTR appelle à « balayer l'héritage de la dictature ». Ils ont également dénoncé le meurtre de deux étudiants tués par la police lors d'une manifestation étudiante à Valparaiso en 2015 alors qu'ils participaient aux marches organisées par le parti,,. En 2016, Bárbara Brito, présente sa candidature à la présidence de la FECH avec la liste Unidas para Vencer, afin d'atteindre la vice-présidence,,. Début 2017 et après son 6e Congrès, le PTR a discuté de la possibilité d'une légalisation, voyant une nouvelle étape de la scène politique avec l'émergence de nouveaux phénomènes comme le Front large,. En janvier 2017, le PTR a annoncé qu'il entamerait son processus pour devenir légal en tant que parti politique. 

### Légalisation
Le parti a été légalement fondé le 7 février 2017. Pour les élections générales, le PTR a présenté des candidats aux législatives de la région d'Antofagasta et de la région métropolitaine de Santiago. Comme le parti ne remplissait pas les conditions requises pour maintenir le statut juridique initialement prévu, il a été convenu en janvier 2018 de créer le parti de la Gauche instrumental anticapitaliste des travailleurs (IAT) afin de fusionner avec le PTR et de maintenir son existence. 